# Arhopala deva
Arhopala deva är en fjärilsart som beskrevs av George Thomas Bethune-Baker 1896. Arhopala deva ingår i släktet Arhopala och familjen juvelvingar. Inga underarter finns listade i Catalogue of Life.